# Małyniwka (obwód wołyński)
Małyniwka (ukr. Малинівка) – wieś na Ukrainie, w obwodzie wołyńskim, w rejonie rożyszczeńskim.